# Breaking News (chanson)
Breaking News est une chanson du premier album posthume de Michael Jackson paru en 2010, Michael (piste 7). Cette chanson parle des médias et des rumeurs qu'ils véhiculent, un thème présent dans plusieurs chansons antérieures de l'artiste (Leave Me Alone, Privacy, etc.).

## Enregistrement
Le morceau Breaking News aurait été enregistré dans le New Jersey en 2007 avec les frères Cascio.

## Polémique
Depuis que le titre est en écoute en streaming, de nombreuses personnes se sont mises à penser que la voix sur ce titre n'était pas celle de Michael Jackson mais d'un sosie vocal, comme celle de Jason Malachi, qui avait déjà usurpé l'identité de Michael Jackson.
De plus, des comparaisons audio, rapidement mises à disposition sur Internet ont permis de mettre en évidence les ressemblances entre la voix de Jason Malachi et la voix que l'on entend sur "Breaking News" ainsi que les différences avec la voix de Michael Jackson. Mais l'hypothétique imposteur dément avec virulence sa participation à l'album de Michael Jackson, notamment via le réseau social Twitter, avec le tweet suivant : « Je n'ai chanté aucune chanson sur l'album de MJ, pour l'amour du ciel, laissez tomber » (« I did not sing any songs on MJ'S new album for god sake give it a rest »).
Après plusieurs années de polémique, la chanson est admise comme ayant bien été chantée par un imitateur vocal (cf. Michael).